# Ganyme demarzi
Ganyme demarzi es una especie de coleóptero de la familia Ulodidae.

## Distribución geográfica
Habita en el oeste de Australia.